# Ditylus caeruleus
Ditylus caeruleus is een keversoort uit de familie schijnboktorren (Oedemeridae). De wetenschappelijke naam van de soort is voor het eerst geldig gepubliceerd in 1838 door Randall.